# Blue Light 'Til Dawn
Blue Light 'Til Dawn è un album della cantante jazz Cassandra Wilson pubblicato nel 1993.

## Tracce
1. You don't Know what love is – 06:05 (Don Raye, Gene Depaul)
2. Come on in my kitchen  –  04:53 (Robert Johnson)
3. Tell Me You'll wait for me – 04:48 (Charles Brown, Oscar Moore)
4. Childrean of the Night – 05:19 (T. Bell, L. Creed)
5. Hellhound on my trail - 04:34 (Robert Johnson)
6. Black Crow – 04:38  (Joni Mitchell)
7. Sankofa – 02:02  (Cassandra Wilson)
8. Estrellas – 01:59  (Cyro Baptista)
9. Redbone – 05:35  (Cassandra Wilson)
10. Tupelo Honey – 05:36  (Van Morrison)
11. Blue Light 'Til Down – 05:09 (Cassandra Wilson)
12. I can't stand the Rain – 05:27 (Peebles, Bryant, Miller)

## Formazione
- Cassandra Wilson – voce
- Marvin Sewell – chitarra elettrica e acustica (in tutte le tracce tranne la 11)
- Brandon Ross – chitarra
- Charlie Burnham – violino
- Kenny Davis – basso
- Lance Carter – percussioni
- Tony Cedras – fisarmonica
- Rhonda Richmond – voce (brano 8)
- Kevin Johnson – percussioni
- Olu Dara –  cornetta
- Don Byron – clarinetto
- Gib Wharton –  chitarra
- Lonnie Plaxico – basso